# На декілька доларів більше
«На де́кілька до́ларів бі́льше» (італ. Per qualche dollaro in più) — фільм Серджо Леоне, друга частина з «доларової трилогії». Стрічка вийшла в 1965 році і відразу ж стала класичним прикладом спагеті-вестерну. На 1 березня 2024 року фільм займав 130-ту позицію у списку 250 кращих фільмів за версією IMDb.

## Сюжет
Сюжет стрічки починається з того, що полковник Дуглас Мортімер («мисливець за головами») розшукує бандита Гая Калавея. Нарешті він його знаходить і між ними виникає недовга перестрілка, в результаті якої Мортімер убиває Калавея. За його смерть він отримує від місцевого шерифа 1000 доларів.
Тим часом головний герой фільму, мандрівний ковбой у пончо, на ім'я Монко, знаходить вбивцю Малюка Вана. Він намагається захопити його живим і видати місцевому шерифові за винагороду, але швидко розуміє, що службовець підкуплений бандою Вана. Щоб врятуватися, Монко доводиться пристрелити в салуні трьох покидьків та самого Малюка. За це «мисливець» отримує 2000 доларів.
Невдовзі з в'язниці тікає дуже небезпечний вбивця, якого звати Індіо. Разом зі своєю бандою він убиває майже всіх охоронців в'язниці (окрім одного) та родину свого супротивника, — а також хоче пограбувати банк «Ель-Пасо».

Дуглас Мортімер (Лі Ван Кліф) насміхається з бандитів

Монко та Дуглас Мортімер, які розшукують Індіо, розуміють, що банк рано чи пізно стане мішенню цих бандитів і тому вирішують об'єднати свої зусилля, аби покласти край жорстокості головорізів.
Монкові вдається увійти в довіру до ватажка — і він вступає до банди Індіо. Той наказує ковбою разом з трьома бандитами пограбувати банк у маленькому містечку Санта-Круз, аби відтягнути більшу частину охоронців «Ель-Пасо» на себе. Марко погоджується.
Наступного дня дорогою в Санта-Круз ковбой вбиває трьох своїх супутників, щоб запобігти кровопролиттю та поспішає до місцевого телеграфу, де наказує службовцю негайно надіслати телеграми до інших навколишніх міст, а також до Ель-Пасо стосовно пограбування банку. Після цього він зв'язує телеграфіста та, на всякий випадок, псує телеграфний апарат.
Однак Дугласу і Монко не вдалося випередити бандитів і зупинити їх. Індіо та його люди вчиняють жорстоку розправу над охоронцями «Ель-Пасо» і викрадають гроші.
Ковбой повертається до банди, де розповідає вигадану історію про свій чудесний порятунок. Індіо вирішує випробувати новачка і виряджає його до одного міста з темною славою. Якщо Монко залишиться живим, йому можна повністю довіряти. Ковбой лякає місцевих мешканців навичками та вмінням володіти зброєю: він збиває пострілом кілька яблук, після чого перелякані люди тікають від нього. Тут він зустрічає Мортімера, який здогадався, що грабіжники вирушать саме сюди.
Невдовзі до міста під'їхав Індіо та його люди. Мортімер змушений погодитися на дуель з горбуном, якого всі називали Дикуном. Полковник спокійно застрелив вбивцю, після чого повідомив Індіо, що він є саме та людина, яка може відкрити їм сейф без допомоги динаміту. А зробить він це всього лише за якихось 5000 доларів.

Монко (Клінт Іствуд) тримає на прицілі Індіо

Бандит погоджується, і Мортімер через деякий час відчинив сейф за допомогою кислоти. Однак вночі Індіо виявив, що Дуглас та Монко — друзі, і вони насправді хотіли вбити злочинців, а гроші повернути до банку.
«Мисливців» сильно побили, після чого їх зачинили в якомусь будинку. Але один чоловік з банди, за наказом Індіо, випустив друзів на волю з незарядженими револьверами. Зробив він це для того, аби вони повбивали всіх членів банди, а тим часом Індіо разом зі своїм другом втекли з грошами.
Індіо наказує своїм людям вбити Монко та Дугласа, а сам пішов в один із будиночків, де були награбовані гроші. Проте бандити не врахували одного: Монко та Мортімер вже встигли сховати долари.
Тим часом Монко і Мортімер разом вбивають усіх бандитів. Нарешті полковник Дуглас Мортімер вбиває у чесній дуелі Індіо, й розповідає Монко, що цей покидьок колись давно зґвалтував його сестру, яка через це померла. Після цього Мортімер говорить Монко, що винагороду за винищення банди нехай отримує лише він, бо полковник свою винагороду вже отримав.

## У ролях
- Клінт Іствуд — Монко (людина без імені)
- Лі Ван Кліф — полковник Дуглас Мортімер
- Джан Марія Волонте — Ель Індіо
- Мара Крупп — Марі
- Клаус Кінскі — горбун
- Луїджі Пістіллі — бандит, помічник Ель Індіо
- Йозеф Еггер — старий
- Панос Пападопулос — Санчо Перез
- Беніто Стефанеллі — Люк
- Роберто Камардьєль — станційний клерк
- Томас Бланко — телеграфіст
- Альдо Самбрелл

## Саундтрек Енніо Морріконе
Неперевершену музику до стрічки написав відомий італійський композитор Енніо Морріконе. Вперше його саундтрек було видано в 1967 році, а в 1989 та в 2003 році були видані повніші версії альбому
| #  | Назва                        | Тривалість |
| -- | ---------------------------- | ---------- |
| 1. | «La resa dei conti»          | 3:06       |
| 2. | «Osservatori osservati»      | 2:02       |
| 3. | «Il vizio di uccidere»       | 2:24       |
| 4. | «Il colpo»                   | 2:21       |
| 5. | «Addio Colonnello»           | 1:44       |
| 6. | «Per Qualche Dollaro In Piu» | 2:51       |
| 7. | «Poker dassi»                | 1:16       |
| 8. | «Carillon»                   | 1:10       |

## Цікаві факти
- Головний герой стрічки (Людина без імені) в цій частині називає себе Монко, а італійською Монко означає «однорукий»[1].
- Спочатку режисер Серджо Леоне хотів, щоб роль полковника Дугласа Мортімера зіграв актор Лі Марвін, проте пізніше вибір Серджо Леоне все ж спинився на Лі Ван Кліфі[1].